# Tände

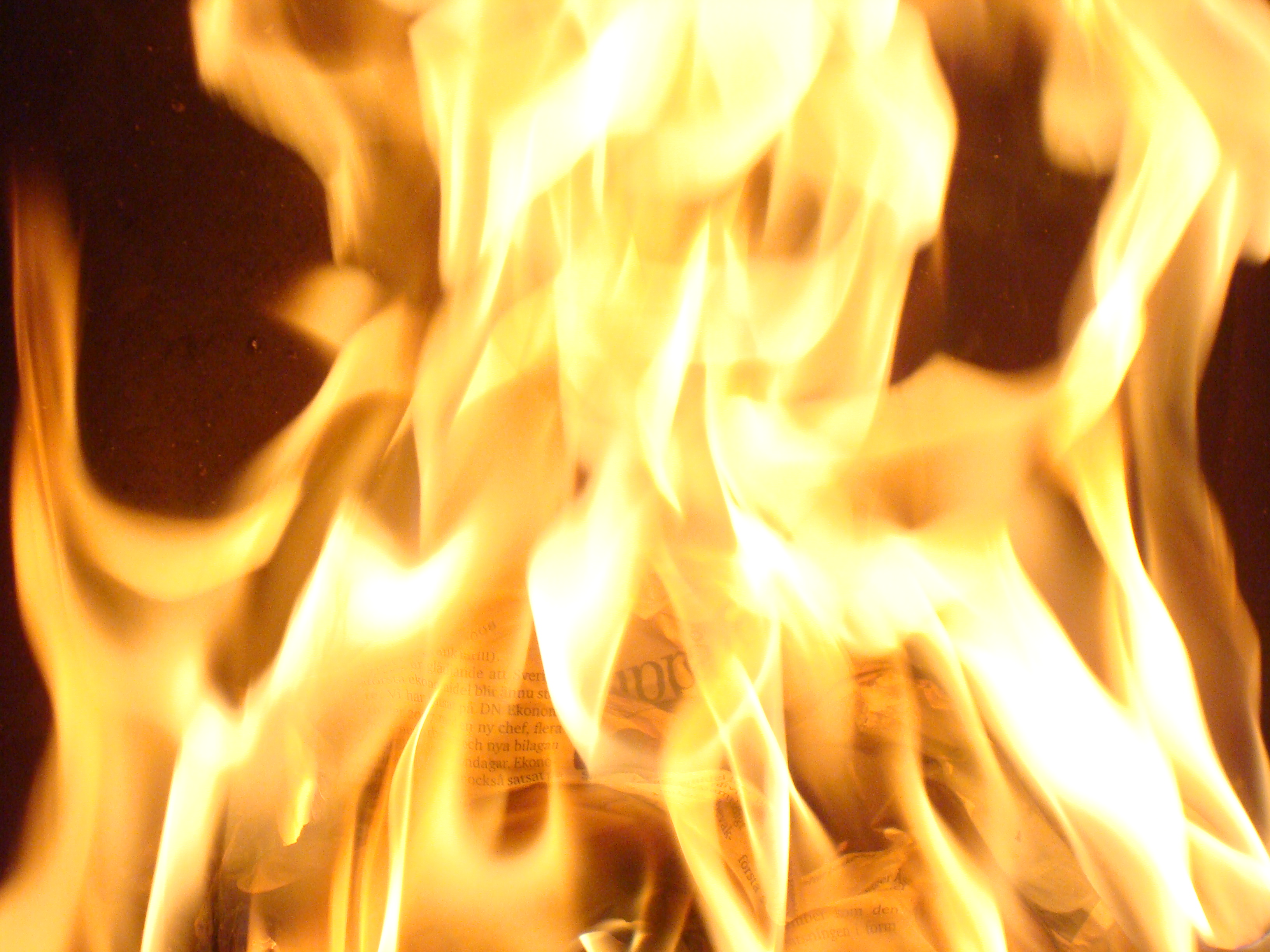
Tidningspapper används ofta som tände.

Tände är startmaterial när man gör upp eld, material som används för att från glöden, gnistan eller lågan tända den egentliga veden i en brasa. Tändet skall vara lättantändligt, men samtidigt ge tillräcklig värme för att tända själva veden.
Det oftast använda tändet är nog på många håll tidningspapper. Under gynnsamma förhållanden, när den värmemängd som krävs är ringa, fungerar det bra. Notera dock att tidskriftspapper är mineraliserat och därför inte kan användas som tände. När en brasa ska tändas utomhus, i fuktigt väder och med mindre torr ved, är tidningspapper inte bra som tände. Då en brasa ska tändas i naturen, i fuktigt väder och med mindre torr ved, är andra typer av tände ofta bättre. Glödande pappersbitar kan också lätt flyga iväg med det drag elden skapar och vid torrt väder förorsaka skogsbrand.

## Traditionellt tände
Följande material finns i nordiska förhållanden i allmänhet i användbar form också i mycket vått väder:
- näver av björk[1]
- torra småkvistar av gran, även känt som knaster (tände).
- tunna spånor av törved eller tjärved, alltså kådrik tallved

Gräs, löv, vass, småkvistar och liknande kan användas, då de är torra. När man inte kan hitta mer fukttåligt tände, måste man ta med sig sådant. Olika typer av tändsatser finns att köpa, men behövs bara i speciella situationer.
Näver och kådhaltigt virke är vattenavstötande, så att nya ytor är torra också när den gamla ytan är våt. Yviga granar skyddar de nedersta torkade grenarna mot regn, så att de hålls torra. Att man tar sådant tände, liksom att man gör upp eld i allmänhet, faller dock inte nödvändigtvis under allemansrätten.

## Att göra upp eld
När man gör upp eld krävs en viss skicklighet. Materialet måste hållas tillräckligt tätt för att elden skall kunna skapa tillräcklig värme och kunna sprida sig, men tillräckligt luftigt för att den skall få syre, samtidigt som elden skall skyddas för drag som kunde släcka den.
För att få eld av en gnista från eldstål kan medhavda speciella material; fnöske, förkolnad linne eller salpetermättade kaveldunsfrön behövas. Om man använder tändstickor behövs inget speciellt glödbärande material.
Veden sorteras så att grov, våt eller annars svårantändlig ved hålls skild från den ved som man ska använda genast. En del av veden görs till mer lättantändliga spånor. Det tände som först skall användas väljs ut och extra tände läggs lätt tillgängligt. Tändet placeras lämpligt och antänds, skyddat för vind. Vid behov hålls tändet mer sammantryckt eller vänds så att vinden sprider elden åt rätt håll. Vid behov blåser man försiktigt på elden. Då elden tar sig eller tändet börjar ta slut läggs mera material till brasan. Så småningom läggs den egentliga veden i den form som man vill att brasan skall ha.
Brasan kan också byggas upp färdigt. Då ska tillräcklig mängd tände placeras under veden i ett mellanrum, som man har lämnat för ändamålet.